# Žormot
Žormot (madžarsko Rábagyarmat) je vas na Madžarskem, ki upravno spada v Monoštrsko okrožje Železne županije.